# Гусейнзаде, Орхан Руфат оглы
Орхан Руфат оглы Гусейнзаде (азерб. Orxan Rüfət oğlu Hüseynzadə; род. 1983, Баку) — глава исполнительной власти Агдашского района.

## Биография
Родился в 1983 году в г. Баку. В 2004 году окончил Бакинский государственный университет. В 2013 году окончил Академию государственного управления при президенте Азербайджана.
С 2006 по 2012 год работал в министерстве здравоохранения Азербайджана.
С 2012 по 2018 год работал в Государственном комитете по стандартизации, метрологии и патентам Азербайджана.
С 2018 по 2024 год работал в Государственной инспекции труда Министерства труда и социальной защиты Азербайджана. Являлся заместителем начальника инспекции.
Глава Исполнительной власти Агдашского района (с 1 ноября 2024).

## Награды
- Медаль «За отличие на государственной службе» (23 июня 2020)[2]